# Randiella
Randiella is geslacht van ringwormen uit de familie van de Randiellidae. De wetenschappelijke naam van het geslacht is voor het eerst geldig gepubliceerd in 1986 door Erséus & Strehlow.

## Soorten
- Randiella caribaea Erséus & Strehlow, 1986
- Randiella litoralis Erséus & Strehlow, 1986
- Randiella minuta Erséus & Strehlow, 1986
- Randiella multitheca Erséus & Strehlow, 1986